# Elaphoglossum stipitatum
Espèce
Elaphoglossum stipitatum est une espèce de plante de la famille des lomariopsidacées. Elle est endémique de l'île de La Réunion, département d'outre-mer français dans le sud-ouest de l'océan Indien.
Elle est décrite pour la première fois par Jean Baptiste Bory de Saint-Vincent et tire son nom actuel de Moore.